# 吉田敬一
吉田 敬一（よしだ けいいち、1938年 - ）は日本の工学者。元静岡大学・日本大学・浜松学院大学教授。専門は情報科学。

## 略歴
1938年（昭和13年）、北海道増毛町に生まれる。1963年（昭和38年）に法政大学工学部電気工学科を卒業し、日本電気（NEC）勤務を経て、静岡大学教授、日本大学教授、浜松学院大学教授を歴任する。
1990年（平成2年）に『文脈保存を利用したコンパイラ構文解析部の自動生成の研究』で工学博士（慶應義塾大学）を取得する 。

## 著書

### 単著
- 『FORTRAN77 8週間』（共立出版） 1981
- 『パソコン&BASIC 8週間』（共立出版） 1984
- 『教養・コンピュータ』（共立出版） 1994
- 『マイコンのすべて・マイコン認定試験演習問題集』（一橋出版） 2000
- 『「Cの壁」を破る!』（共立出版） 2007
- 『大人のための名作パズル』（新潮社） 2009

### 共著
- 『教養・C言語 - C++への道』（共立出版） 1997

### 共訳
- 『BASICプログラミングのすべて』（一橋出版） 1985
- 『コンピュータ・サイエンスのための言語理論入門』（共立出版） 1986
- 『プログラマのためのANSI C全書』（共立出版） 1992

## 参考
- ReaD & Researchmap - 吉田敬一
- 『大人のための名作パズル』